# Campagne armeno-partiche di Traiano
Le campagne armeno-partiche di Traiano (113-117) costituiscono la prima vera campagna militare da parte dei Romani fino al "cuore" dell'impero partico con la conquista della stessa capitale, Ctesifonte, e il raggiungimento del golfo persico.

## Contesto storico

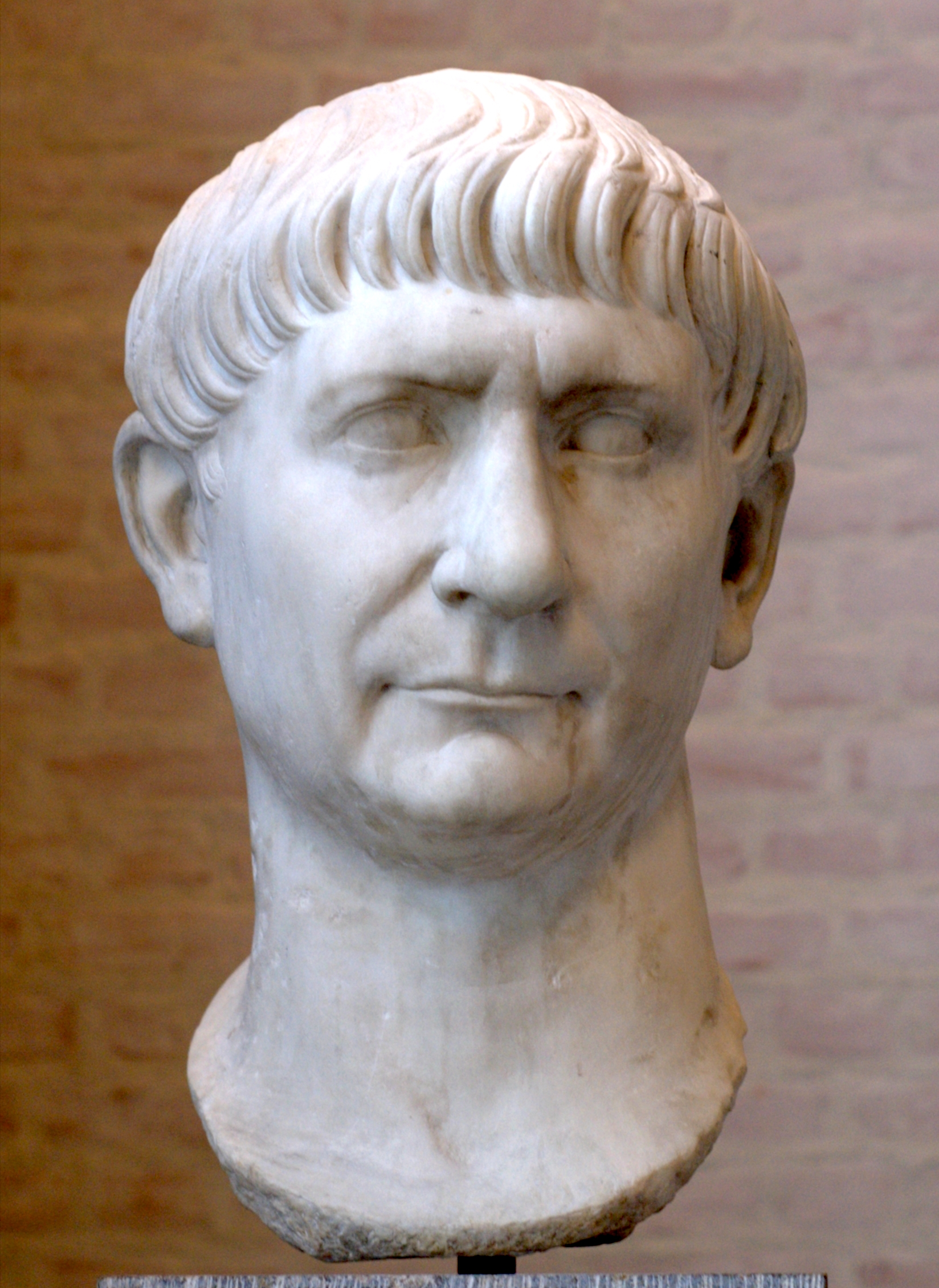
Ritratto dell'Imperatore Traiano

Tra la fine del I e l'inizio del II secolo, l'evoluzione politica dell'Impero romano fu caratterizzata dal prevalere di una successione imperiale non più dinastica, bensì adottiva: i singoli imperatori erano, infatti, scelti in base ai meriti individuali per succedere al trono più ambito dell'Occidente. Roma era ormai padrona dell'intero bacino del Mediterraneo. Traiano da pochi anni aveva inoltre condotto le armate romane ad occupare la stessa Dacia, a nord del Danubio, territorio ricco di miniere d'oro ed argento.

### Casus belli
Nel 113, Traiano decise di procedere all'invasione del regno dei Parti. Il motivo era la necessità di ripristinare sul trono d'Armenia un re che non fosse un fantoccio nelle mani del re parto, come Partamasiri.
(Cassio Dione Cocceiano, Storia romana, LXVIII, 17.)
La verità è che Traiano progettava questa campagna da diversi anni, sulle orme del grande Alessandro e della progettata, ma mai realizzata, spedizione di Cesare di 150 anni prima. Altre ragioni atte a scatenare una nuova guerra contro i Parti, furono però sia di natura economica (per il controllo delle rotte commerciali dalla Mesopotamia), sia militare (per ottenere una migliore sicurezza delle frontiere a est).

## Forze in campo
Certamente le legioni romane coinvolte nel corso di questi circa quattro anni di guerra, furono quelle della Cappadocia (XII Fulminata e XV Apollinaris, le siriane (III Gallica, IV Scythica e XVI Flavia Firma), della vicina Giudea (X Fretensis), Arabia (III Cyrenaica e VI Ferrata) ed Egitto (XXII Deiotariana).
A queste si aggiunsero numerose altre legioni provenienti soprattutto dal limes danubiano e renano:
- I Adiutrix,[3] I Italica,[4] II Traiana Fortis, VII Claudia Pia Fidelis[5] e X Gemina;
- oltre a numerose vexillationes delle legioni II Adiutrix Pia Fidelis, III Augusta, V Macedonica,[6] XI Claudia Pia Fidelis,[7] XIII Gemina, XXII Primigenia[8] e XXX Ulpia Victrix.[9]

Il totale delle forze messe in campo dall'Impero romano potrebbe aver superato i 180 000 armati; di essi, una metà fu costituita da legionari (provenienti da ben 21 legioni), la restante da ausiliari.

## Fasi del conflitto
Tra il 113 ed il 117 Traiano affrontò questa nuova sfida militare dopo il grande successo ottenuto un decennio prima con la conquista della Dacia (101-106).

### 113
Durante il viaggio verso l'Oriente, mentre si trovava ad Atene, gli venne incontro un'ambasceria di Osroe I, che gli chiedeva la pace offrendo in cambio dei doni. Le intenzioni bellicose di Traiano avevano letteralmente terrorizzato il re partico, il quale aveva deciso prudentemente di negoziare la pace prima ancora dell'inizio delle ostilità: implorò quindi l'Imperatore romano di non attaccarlo, chiedendo inoltre che il governo dell'Armenia fosse affidato a Partamasiri, figlio di Pacoro II, una volta deposto Axidare, che, a suo dire, non era un re che soddisfaceva né i Romani, né i Parti. L'Imperatore, tuttavia, non solo non accettò i doni, ma non diede neppure alcuna risposta, scritta o orale che fosse, a parte l'aver affermato che l'amicizia si otteneva con i fatti, non con le parole, e che quindi una volta raggiunta la Siria avrebbe fatto tutto ciò che doveva essere compiuto. Attraversò quindi l'Asia, la Licia e le province confinanti, con l'intenzione di giungere a Seleucia.
| Traiano: aureo                                                                                    | Traiano: aureo |
| ------------------------------------------------------------------------------------------------- | --- |
|                                                                                                   | |
| IMP Traiano OPTIMO AVG GER DAC P M TR P, testa laureata a destra, busto drappeggiato con corazza; | Profectio AUGUSTI, Traiano in abiti militari a cavallo, marcia verso destra, con davanti a lui un soldato, e tre dietro di lui che chiudono la "colonna" militare. |
| 7,35 g, coniato alla fine del 113, inizi del 114.                                                 | |

### 114
| Traiano: Æ Sesterzio                                                                                     | Traiano: Æ Sesterzio |
| --- | --- |
| | |
| IMP CAES NER Traiano OPTIMO AVG GER DAC P M TR P COS VI P P, busto laureato con drappeggio verso destra; | Traiano seduto verso destra su una piattaforma, accompagnato da due ufficiali, è acclamato imperator dai soldati per l'VIII volta (salutatio imperatoria dopo il primo anno di campagne militari in Armenia e Mesopotamia), in esergo IMPERATOR VIII SC. |
| 31 mm, 20.82 gr, 5 h, coniato nel 114 nella zecca di Roma.                                               | |

Traiano, una volta raggiunta Antiochia nel gennaio di quest'anno (con le monete che ne celebrarono la Profectio), radunò le legioni ed i suoi migliori generali, tra cui Lusio Quieto (a capo della cavalleria maura) e Quinto Marcio Turbone (allora praefectus classis Misenis). Ad Antiochia ricevette doni e messaggi di amicizia da parte del re Abgar VII di Osroene, che tuttavia evitò di incontrarlo di persona preferendo mantenersi neutrale per il momento, dato che l'esito della guerra era ancora incerto ed egli temeva ugualmente i Romani e i Parti.
Raccolta, pertanto, l'armata, marciò sull'Armenia (regno "cliente" per lungo tempo dei Romani). I satrapi e i principi della regione invasa si affrettarono a venirgli incontro riconoscendo la sua autorità e offrendogli dei doni. A Satala Traiano ricevette e ricompensò con doni Anchialo, il re degli Eniochi e dei Macheloni. Sempre in questo periodo, stando a quanto narra Eutropio, Traiano diede un re agli Albani (rendendo dunque l'Albania caucasica un regno cliente di Roma) e ricevette in alleanza i re degli Iberi, Colchi, Bosporani e Sarmati. 
Il re armeno, Partamasiri, messo alle strette, aprì le trattative di pace con Roma ma nella prima lettera commise l'errore diplomatico di arrogarsi il titolo di "re", non ricevendo per questo motivo alcuna risposta dall'imperatore romano; in una seconda lettera, omettendo il suo titolo, richiese che Marco Giunio Omullo, governatore della Cappadocia, fosse inviato a lui per concludere la pace. Traiano gli inviò il figlio di Giunio, mentre egli stesso si diresse a Arsamosata, che espugnò senza combattere.
Raggiunse successivamente Elegeia in Armenia, dove ricevette Partamasiri: il principe lo salutò, si tolse il diadema dalla testa e lo pose ai suoi piedi, poi si inchinò, aspettandosi di riceverlo indietro; percependo l'ostilità dei soldati, e temendo per la sua incolumità, il re armeno considerò la possibilità di fuggire, ma trovandosi circondato, argomentò che non poteva essere costretto a parlare di fronte a tanta gente. Fu, quindi, condotto nella tenda, ma non ottenne nulla di quanto aveva desiderato. Partamasiri cominciò a parlare con grande franchezza, dichiarando tra le altre cose che non era stato né sconfitto né catturato, ma che era venuto volontariamente, ritenendo che non gli sarebbe stato fatto un torto e che avrebbe riottenuto il regno, come Tiridate lo aveva ricevuto da Nerone. Traiano rispose che l'Armenia ormai apparteneva ai Romani e sarebbe stata governata, da quel momento in poi, da un governatore romano, ma permise a Partamasiri di partire per dove desiderasse.
Licenziò il principe armeno, insieme ai suoi seguaci parti, gli diede una scorta di cavalleria per assicurarsi che non si sarebbe associato con nessun altro e che non avrebbe cominciato nessuna rivolta; comandò inoltre a tutti gli Armeni che erano con il principe di rimanere dov'erano, in quanto erano ormai divenuti suoi sudditi. Deposto Partamisiri (che, insinua Frontone, sarebbe stato fatto assassinare dall'imperatore), Traiano annesse i suoi territori all'Impero romano, facendone una nuova provincia. Per i suoi successi militari, il senato gli conferì il titolo di Optimus Princeps.
Le sue armate consolidarono la sottomissione dell'Armenia. Gaio Bruttio Presente, comandante della Legio VI Ferrata, condusse delle campagne per le montagne dell'Armenia nel corso dell'inverno 114-115, come risulta da alcuni frammenti di Arriano che riportano le difficoltà dovute alle intemperie invernali. Arriano riporta che in molti luoghi la neve era profonda oltre 16 piedi e che, poiché l'attraversamento sembrava impossibile, Bruttio riunì i nativi e ordinò loro di fargli strada, nel modo in cui essi erano abituati a viaggiare in inverno; grazie a delle rudimentali "scarpe da neve", i nativi procedevano con sicurezza sulla neve, fornendo inoltre un agevole passaggio per i Romani.
Le sue armate proseguirono da settentrione fino in Media, e poi in Mesopotamia settentrionale.

### 115

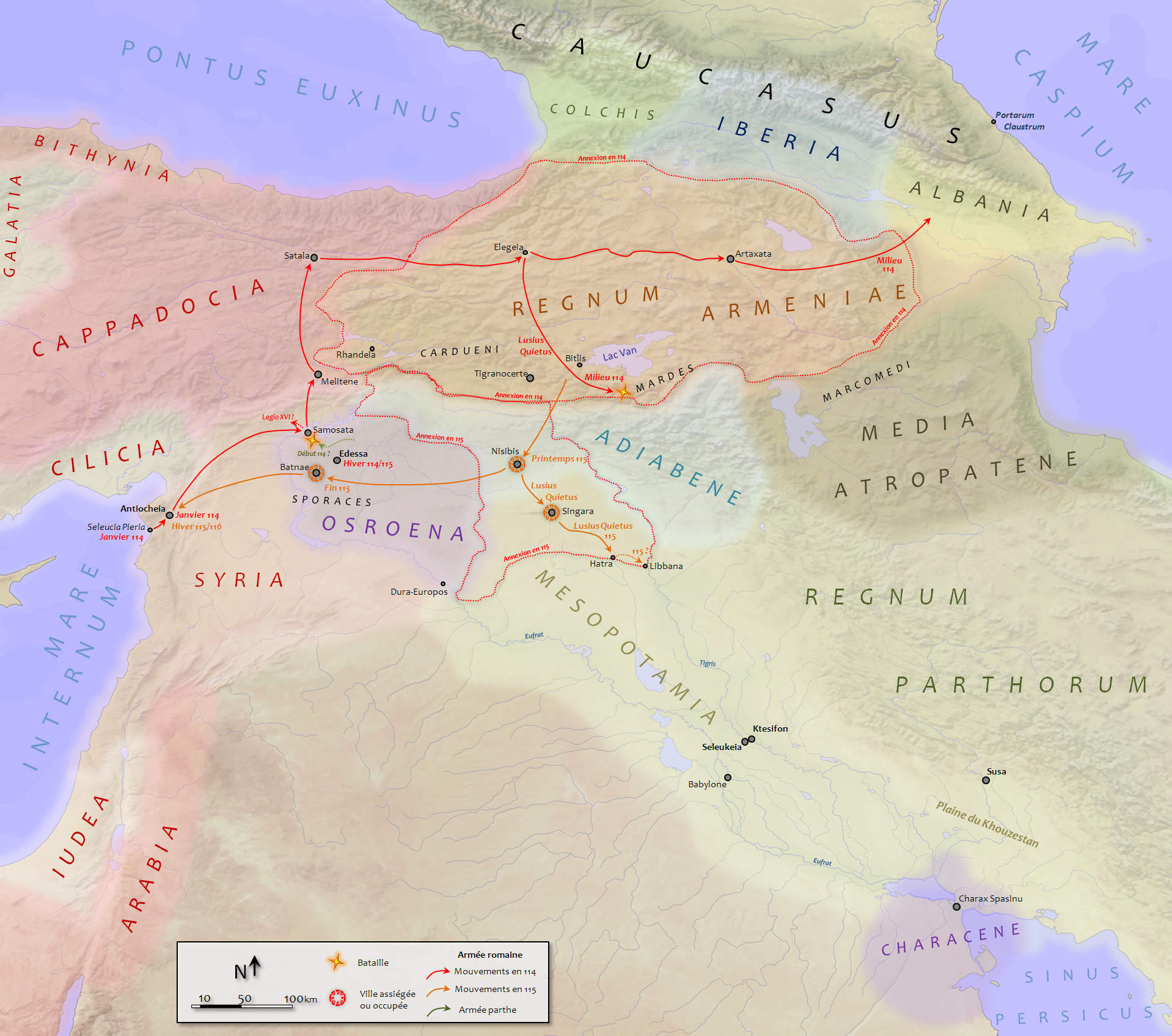
L'offensiva romana di Traiano in Armenia e nell'alta Mesopotamia negli anni 114 e 115

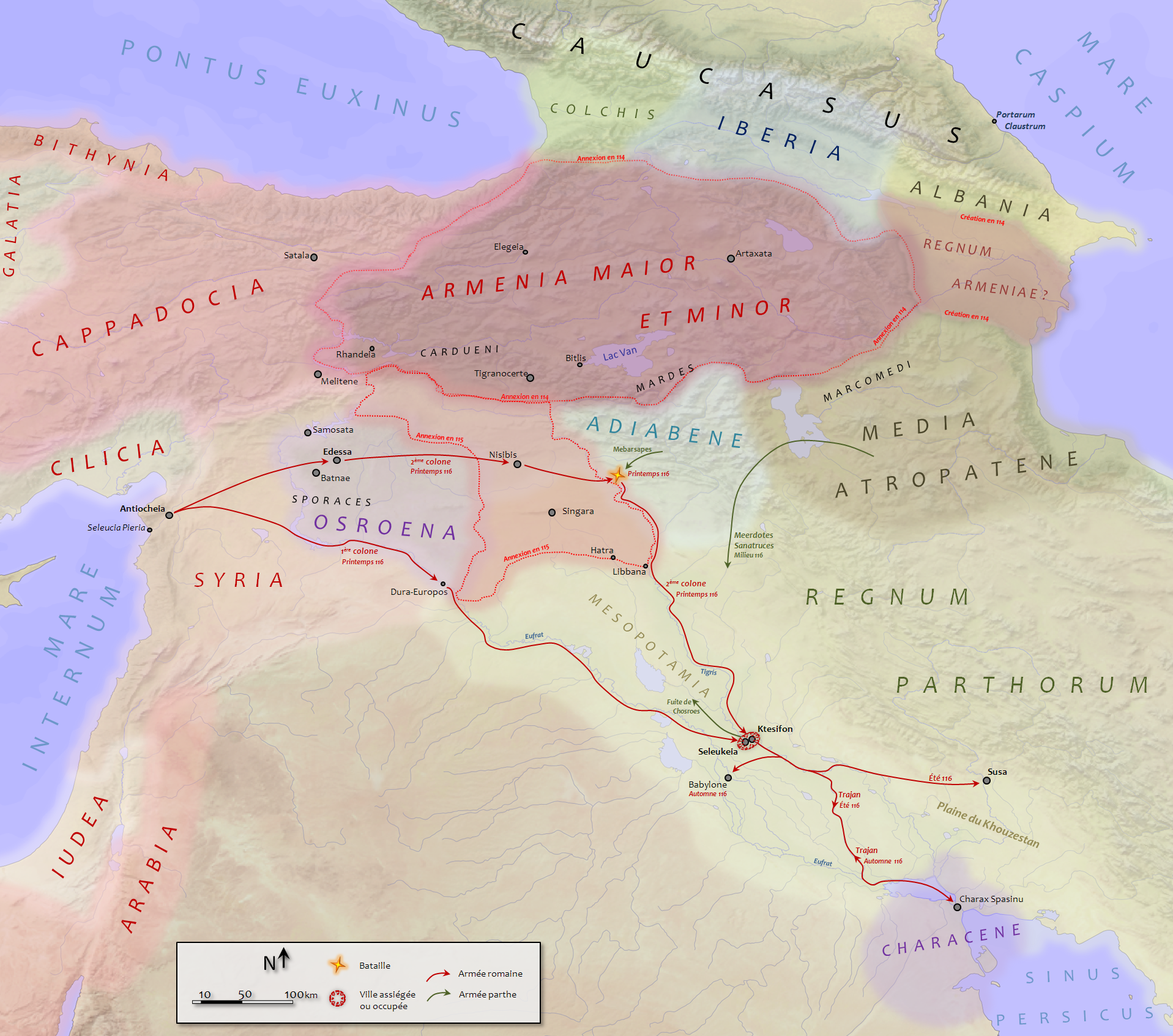
L'offensiva romana di Traiano in Mesopotamia verso la fine del 115 e gli inizi del 116

Con l'inizio del nuovo anno di guerra, le armate romane passarono l'Eufrate dalla Siria, discesero il fiume Tigri dagli altopiani armeni e si diressero a sud contro la Partia stessa. Lasciando guarnigioni in luoghi opportuni, Traiano giunse a Edessa, dove incontrò Abgar VII, re dell'Osroene, per la prima volta. E sebbene Abgar gli avesse già in passato inviato ambasciatori con doni in numerose occasioni, non si era mai presentato di persona all'Imperatore, come del resto anche Manno, re dell'Arabia, e Sporace, re dell'Anthemusias. In quest'occasione, tuttavia, temendo il suo arrivo, lo incontrò lungo la strada e, porgendogli le sue scuse, ottenne il perdono, anche grazie al fatto che il figlio, Arbandes, godeva del favore dell'Imperatore. Cassio Dione riferisce che in questo modo Abgar si amicò Traiano, conservando così il trono seppur come re cliente di Roma, intrattenendolo inoltre con un banchetto durante il quale fece esibire il figlio in una danza barbarica.
Mentre l'imperatore era in Mesopotamia, sia Manno che Manisaro gli inviarono ambasciatori per implorare la pace: essi comunicarono che Manisaro, che sembra fosse in rivolta contro Osroe, fosse pronto a ritirarsi da quelle zone dell'Armenia e della Mesopotamia che erano state occupate. Traiano rispose che non gli avrebbe creduto fino a quando non glielo avesse detto di persona e avrebbe confermato le sue offerte con i fatti. L'imperatore sospettava di Manno, poiché quest'ultimo aveva inviato reparti ausiliari a sostegno di Mebarsapes, re dell'Adiabene, che furono in ogni modo annientati dai Romani. Traiano, deciso a non attendere, diresse le sue armate contro l'Adiabene: Singara e diverse altre fortezze furono occupate da Lusio Quieto senza combattere.
Secondo Cassio Dione, in seguito alla conquista di Nisibis e Batnae, il Senato romano gli riconobbe ufficialmente il titolo di Parthicus. Secondo Cassio Dione:
(Cassio Dione Cocceiano, Storia romana, LXVIII, 23.1-2.)
Anche Dura Europos fu occupata dai Romani intorno a questo periodo (forse nel 115): un arco di trionfo eretto dalla Legio III Cyrenaica ne testimonia la temporanea conquista.
Si racconta che, al termine della campagna militare, nel corso dell'inverno, mentre l'Imperatore si trovava nella città di Antiochia, quest'ultima fu sconvolta da un terribile terremoto, tanto che lo stesso Traiano fu costretto a rifugiarsi nel Circus per diversi giorni.
(Cassio Dione Cocceiano, Storia romana, LXVIII, 24.1-6.)
(Cassio Dione Cocceiano, Storia romana, LXVIII, 25.5-6.)
| Traiano: aureo                                                                                     | Traiano: aureo                                                                                    |
| -------------------------------------------------------------------------------------------------- | ------------------------------------------------------------------------------------------------- |
| |                                                                                                   |
| IMP CAES NER TRAIAN OPTIM AVG GER DAC PARTHICO, testa laureata a destra, globo alla base del busto | P M TR P COS VI P P S P Q R, PARTHIA CAPTA, la Partia è seduta sulla sinistra, a destra un parto. |
| 7,27 g, coniato nel 116.                                                                           |                                                                                                   |

### 116
| Traiano: sesterzio                                                                          | Traiano: sesterzio |
| ------------------------------------------------------------------------------------------- | --- |
|                                                                                             | |
| IMP CAES NER TRAIAN OPTIMAVG GER DAC PARTHICO P M TR P COS VI P P, testa laureata a destra; | ARMENIA ET MESOPOTAMIA IN POTESTATEM P R REDACTAE, Traiano in piedi tiene in mano un parazonium ed una lancia, ai suoi piedi le figure dell'Armenia, dell'Eufrate e del Tigri. |
| 33 mm, 26.29 g, coniato nel 116/117.                                                        | |

Con il principio della primavera, Traiano penetrò in territorio nemico. Di fronte al problema che la regione lungo il Tigri fosse carente di legno per la costruzione di navi, lo risolse utilizzando il legname delle foreste nei pressi di Nisibi per costruirle e poi facendole trasportare fino al fiume su carri. Si trattava di imbarcazioni costruite in modo tale da poter essere smontate e poi rimontate nuovamente. Incontrò, tuttavia, notevoli difficoltà nell'attraversare il fiume, nel punto dove si trovano i monti Gordiani. Qui i barbari disposero le proprie truppe schierate lungo la riva opposta e provarono a ostacolargli il passaggio. Il comandante romano tuttavia, avendo a disposizione una grande abbondanza di navi e soldati, riuscì comunque ad attraversare il fiume, impadronendosi poi dell'intera Adiabene. Forse fu in questo frangente che i Romani si impadronirono della fortezza di Adenystrae (forse identificabile con Dunaisir), dove Mebarsapes, re di Adiabene, aveva imprigionato un centurione romano di nome Senzio; all'avvicinarsi dell'esercito romano alla fortezza, Senzio e gli altri prigionieri riuscirono nell'impresa di fuggire dalla prigione, di uccidere il comandante del presidio e di aprire le porte ai loro connazionali. Dopo questi successi, i Romani continuarono la loro avanzata, impadronendosi della stessa Babilonia. Qui Traiano visitò il palazzo dove era morto Alessandro. I successi romani furono agevolati dalla guerra civile che affliggeva la Partia in quel periodo, combattuta tra il re legittimo Osroe I e il pretendente al trono Vologase III.
Traiano prese in considerazione la possibilità di costruire un canale che connettesse Tigri ed Eufrate, in modo che le sue navi potessero seguirlo lungo il percorso di penetrazione all'interno della Parthia. Rinunciò però a questo progetto quando si rese conto che il letto del fiume Eufrate si trovava su un livello più elevato rispetto a quello del Tigri. Ciò avrebbe prodotto rischio non quantificabile, probabilmente rendendo il tratto di Eufrate a sud di questo ipotetico canale non navigabile. Decise, pertanto, di utilizzare i suoi carri per trascinare le navi attraverso quella stretta striscia di terra che separava i due fiumi, per poi attraversare il Tigri ed entrare in Ctesifonte. Il re dei Parti Osroe I fuggì precipitosamente abbandonando il suo trono dorato e la figlia, che finirono nelle mani dei Romani.
Quando Traiano prese possesso della capitale del regno dei Parti fu salutato imperator ed ottenne il titolo di Parthicus. Oltre agli altri titoli conferitogli dal senato, gli fu garantito il privilegio di celebrare quanti trionfi egli desiderasse. Dopo aver espugnato Ctesifonte, concepì il desiderio di navigare lungo il Mare Eritreo. Invase dunque il Mesene/Caracene, regione vassalla dei Parti che si affacciava sul golfo persico, venendo accolto favorevolmente dalla popolazione locale ed espugnando agevolmente l'isola sul Tigri (chiamata da Cassio Dione "l'isola di Mesene", forse da identificare con Abadan) dove aveva sede il re locale Attambelo VII; quest'ultimo accettò di diventare re cliente di Roma e si mantenne fedele a Traiano anche in seguito, non unendosi ai ribelli, nonostante gli fosse stato imposto di pagargli un tributo. In questo frangente, narra sempre Cassio Dione, la flotta romana rischiò di essere distrutta da una tempesta combinata con la forte corrente del Tigri e con le ondate provenienti dall'oceano.

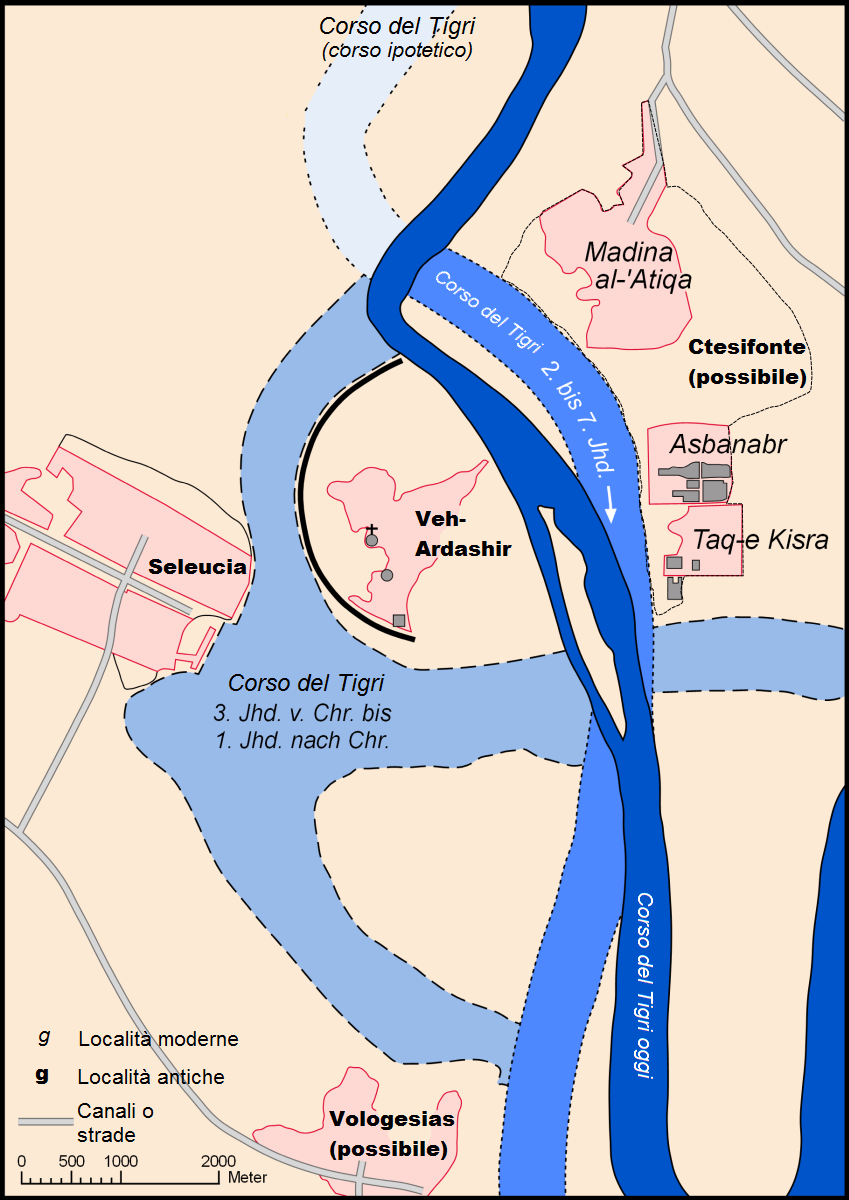
Mappa delle antiche città di Ctesifonte e Seleucia al Tigri.

Secondo quanto riportano due storici del IV secolo, Rufio Festo ed Eutropio, al termine di questa campagna militare, Traiano decise di annettere i nuovi territori creando le due nuove province di Mesopotamia e Assiria. In realtà, se l'istituzione da parte di Traiano delle province di Armenia e Mesopotamia è confermata dalla monetazione del periodo, più dubbia è l'effettiva creazione della provincia di Assiria, della quale è incerta anche la collocazione geografica (alcuni studiosi moderni la identificano con l'Adiabene, altri con la regione di Babilonia, altri ancora ne negano l'effettiva istituzione).
L'imperatore romano continuò poi verso sud, fino alle rive del Golfo Persico, ma desistette dal continuare lamentandosi di essere troppo vecchio per seguire le orme di Alessandro. Pare che abbia detto, nell'atto di assistere alla partenza di una nave per l'India:
(Cassio Dione Cocceiano, Storia romana, LXVIII, 29.)
Egli cominciò quindi a rimpiangere la sua età avanzata, e considerò Alessandro Magno un uomo fortunato in quanto, avendo compiuto le sue conquiste in giovane età, poté giungere fino in India. Dopo aver appreso dello scoppio di nuovi disordini tra gli Ebrei in Mesopotamia, Siria, Cipro, Giudea, Egitto e Cirenaica (vedi seconda guerra giudaica), dichiarò che si sarebbe spinto ancora oltre a quanto aveva già fatto Alessandro, sebbene i nuovi disordini rivelassero quanto fragili fossero le sue conquiste e la conservazione dei nuovi territori occupati.
Per le sue gesta ottenne, tra gli altri onori, il privilegio di celebrare un trionfo per ogni nazione sottomessa, e il senato e il popolo romano si preparavano a costruirgli un arco trionfale per celebrare le sue ultime vittorie contro i Parti. Traiano, tuttavia, era destinato a non tornare più a Roma, né a proseguire le sue campagne militari. Al contrario giunse a perdere persino i primi territori conquistati nelle sue campagne contro i Parti. La vastità dei territori occupati, la presenza di sacche di resistenza e la tattica della guerriglia con arcieri a cavallo, usata dai Parti, mettevano in pericolo le sue conquiste: mentre stava salpando per l'Oceano, gli giunse la notizia che i distretti conquistati gli si erano rivoltati e avevano espulso le guarnigioni romane.

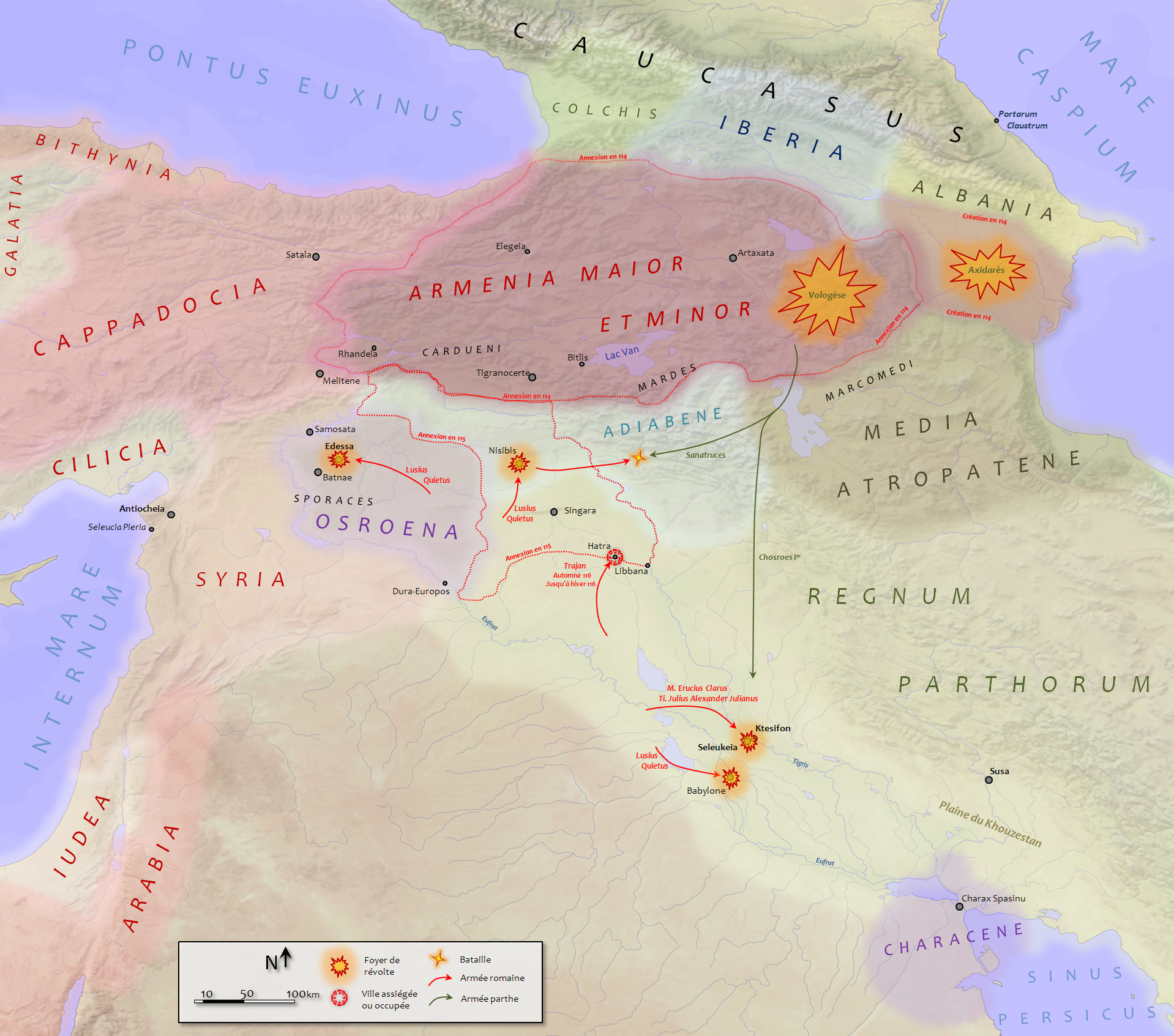
Movimenti delle armate romane verso la fine del 116

Traiano apprese di ciò mentre si trovava a Babilonia, e reagì immediatamente inviando Lusio Quieto e Massimo (forse da identificare con Appio Massimo Santra o, in alternativa, con Tito Giulio Massimo Manliano) contro i ribelli. L'ultimo dei due fallì risultando sconfitto e ucciso dalle forze ribelli (se l'identificazione con Appio Massimo Santra è corretta, l'esercito nemico era condotto da "Arsace", da identificare presumibilmente con il pretendente al trono partico Sanatruce, e lo scontro avvenne nei pressi di Balcia Tauri, corrispondente all'odierno passo di Bitlis); al contrario Lusio, inviato nella Mesopotamia settentrionale, ottenne ancora dei buoni successi, come la riconquista di Nisibis e di Edessa, quest'ultima messa a sacco e data alle fiamme. Seleucia venne riconquistata e data alle fiamme dai luogotenenti Erucio Claro e Giulio Alessandro. Traiano, ormai conscio delle difficoltà crescenti, pensò di dover rinunciare alla Mesopotamia meridionale, creandovi però un regno cliente sotto il governo di un re a lui fedele: il giovane Partamaspate, incoronato re dei Parti dallo stesso imperatore romano a Ctesifonte. Inoltre Vologese, figlio del pretendente al trono dei Parti Sanatruce, presumibilmente su ordini del padre, invase l'Armenia alla testa di un'armata ma, prima ancora di ingaggiare battaglia con le truppe di Lucio Catilio Severo, governatore romano dell'Armenia, aprì le negoziazioni con Traiano per una tregua; alla fine l'imperatore acconsentì a cedergli una parte dell'Armenia (con ogni probabilità la porzione orientale) in cambio della pace.

### 117
In seguito l'imperatore si recò in Arabia per reprimere l'insurrezione dei cittadini di Hatra, descritta da Cassio Dione come una città non troppo grande o prospera, ma protetta dal clima desertico, il quale rendeva quasi impossibile un assedio da parte delle armate romane. Risulta infatti che né Traiano, né Settimio Severo riuscirono ad espugnare la città, malgrado fossero stati in grado di distruggere parti delle sue mura. Dopo aver rischiato addirittura la propria incolumità, l'Imperatore decise di desistere dall'assedio. Poco tempo dopo la sua salute cominciò a declinare.
La salute malferma, la vecchiaia e una nuova rivolta di Ebrei scoppiata nel 115 prima in Cirenaica, poi in Egitto, chiusero questo primo capitolo di offensive romane in territorio partico con la morte dell'imperatore.
Traiano si stava preparando per un'ulteriore spedizione in Mesopotamia, ma, essendosi aggravate le sue condizioni di salute, preferì incamminarsi per l'Italia, lasciando Publio Elio Traiano Adriano con l'esercito in Siria. Colpito da un malore, si spense nell'agosto 117 in Cilicia, mentre il suo successore, Adriano, preferì ripristinare lo status quo ante bellum, precedente ai primi scontri, per poi riportare i confini imperiali ancora al fiume Eufrate.

## Conseguenze

### Reazioni immediate

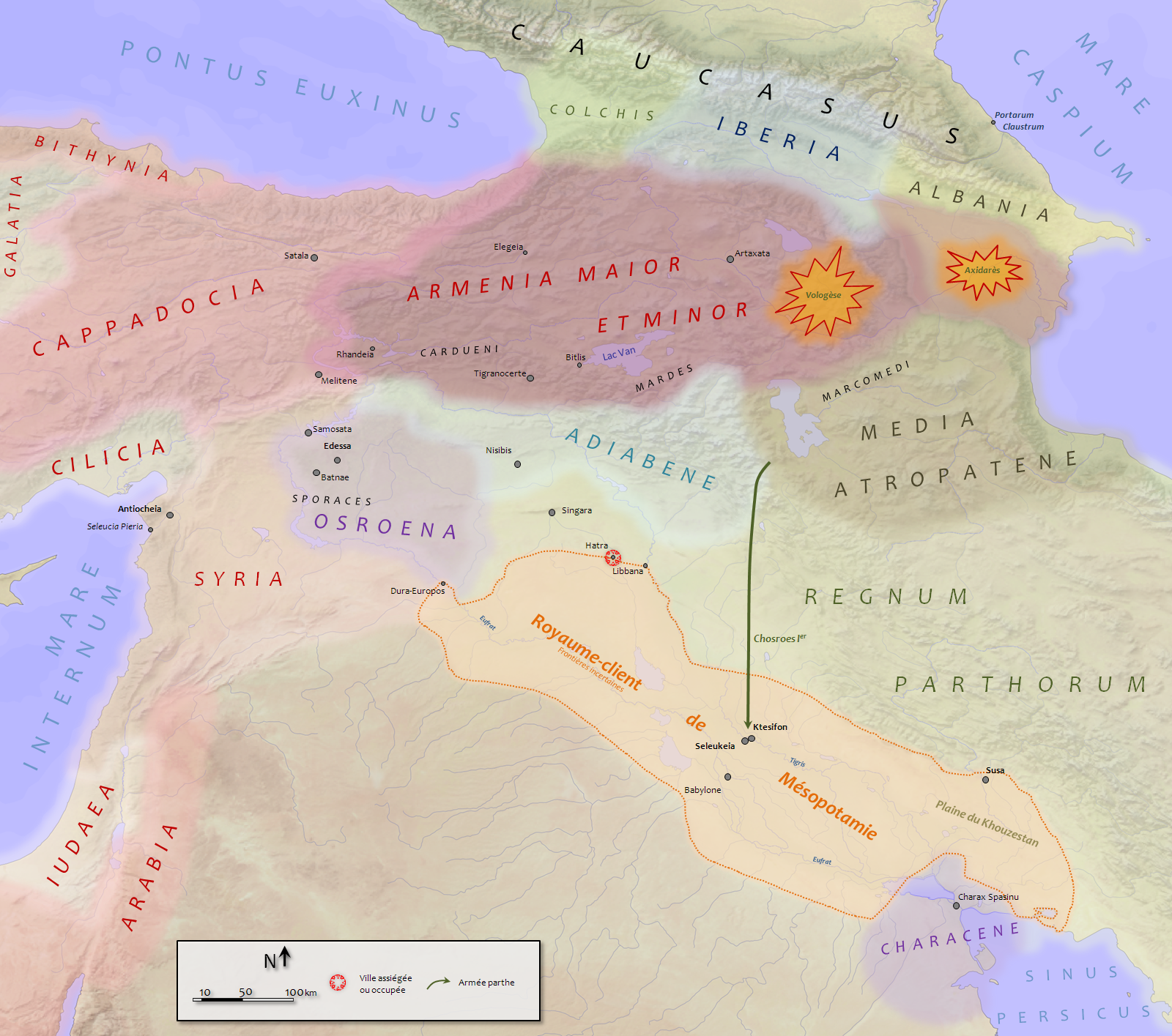
Occupazione romana alla morte di Traiano (nel 117)

Con la morte di Traiano tutti i territori orientali occupati ad est dell'Eufrate, fino al golfo persico (comprese le nuove provincie di Mesopotamia ed Assiria, oltre a quella d'Armenia), furono abbandonati dal successore Adriano. Quest'ultimo adottò una politica di rafforzamento dei vecchi confini, mantenendo le precedenti acquisizioni di Traiano come la Dacia e l'Arabia petrea.
Due storici del IV secolo, Eutropio e Festo, accusarono Adriano di aver rinunciato ai territori conquistati ai Parti da Traiano per una presunta invidia nei confronti dei successi militari del suo predecessore. In realtà, come conferma la narrazione di Cassio Dione, i territori conquistati ai Parti erano stati resi subito instabili dalle continue rivolte ed erano andati in gran parte perduti già prima della decisione presa da Adriano. Traiano stesso aveva ceduto parte dell'Armenia (con ogni probabilità la porzione orientale) all'arsacide Vologese e creato un regno cliente nella regione di Babilonia (Mesopotamia meridionale) governato dal re vassallo Partamaspate. Alla morte di Traiano i Romani erano riusciti a conservare a stento il controllo diretto dell'Armenia occidentale e della Mesopotamia settentrionale.
Le rinunce territoriali di Adriano erano in linea con il consiglio di Augusto di mantenere l'impero entro i confini "naturali" dallo stesso lasciati (consilium coercendi intra terminos imperii), ignorato invece da Traiano con le sue grandi campagne di conquista. La ragione di questo monito, ovviamente, era la previsione di una perdita finanziaria per l'Impero, in caso di ulteriori conquiste, per la difficile gestione di territori tanto ampi. Adriano considerò uno spreco di risorse cercare di conservare o riconquistare territori così difficili da pacificare e rinunciò a tutte le conquiste orientali del suo predecessore, completandone l'evacuazione. L'Armenia occidentale fu ceduta all'arsacide Vologese che divenne così re dell'intera Armenia, mentre la Mesopotamia settentrionale fu restituita ai Parti che nel frattempo, sempre nel 117, avevano detronizzato Partamaspate tornando indipendenti da Roma.

### Impatto sulla storia
La conquista della capitale dei Parti Ctesifonte da parte delle armate romane fu il pretesto per i futuri imperatori, da Lucio Vero a Settimio Severo, fino a Flavio Claudio Giuliano per compiere nuove campagne militari oltre l'Eufrate, sulle orme del leggendario Alessandro Magno.

## Fonti
Le fonti superstiti sono tutt'altro che esaustive nel ricostruire la guerra di Traiano contro i Parti. Lo storico greco del II secolo Arriano, testimone oculare del conflitto (avendovi preso parte), scrisse una Parthica in diciassette libri, di cui gli ultimi dieci (dall'VIII al XVII) trattavano proprio la campagna partica di Traiano, ma purtroppo di questa opera ci rimangono solo scarni frammenti preservati dal Suda e da Stefano di Bisanzio. La Parthica di Arriano fu la fonte usata dallo storico del III secolo Cassio Dione Cocceiano per descrivere nel libro LXVIII della sua Storia romana le campagne partiche di Traiano, ma purtroppo anche di quel libro ci è pervenuta solo una epitome (a cura del monaco bizantino dell'XI secolo Giovanni Xifilino) nonché alcuni scarni frammenti. Altra fonte per il conflitto è la cronaca di Giovanni Malala redatta nel VI secolo, che tuttavia è estremamente inattendibile. Alcuni dettagli sulla guerra sono contenuti nelle opere del letterato latino coevo Marco Cornelio Frontone.

### Fonti primarie
- Cassio Dione, Storia romana.
- Tacito, Annales, I.

### Letteratura storiografica
- Autori Vari, Storia del mondo antico, in L'impero romano da Augusto agli Antonini, Milano, 1975, Cambridge University Press, vol. VIII.
- F.A.Arborio Mella, L'impero persiano da Ciro il Grande alla conquista araba, Milano 1980, Ed.Mursia.
- Julian Bennett, Trajan, Optimus Princeps, Bloomington, 2001, ISBN 0-253-21435-1.
- Adrian David Hugh Bivar, The Political History of Iran Under the Arsacids, in Yarshater Ehsan (a cura di), Cambridge History of Iran, vol. 3.1, London & New York, Cambridge University Press, 1983,  pp. 21-99, ISBN 0-521-20092-X.
- J.R.Gonzalez, Historia del las legiones romanas, Madrid 2003.
- Julien Guey, Essai sur la guerre parthique de Trajan (114–117), Bucarest 1937.
- Yann Le Bohec, L'esercito romano, Roma, 1992, ISBN 88-430-1783-7.
- F.A. Lepper, Trajan's parthian war, Oxford, 1948.
- C. S. Lightfoot, Trajan's Parthian War and the Fourth-Century Perspective, in The Journal of Roman Studies, vol. 80, 1990,  pp. 115-126.
- R. P. Longden, Notes on the Parthian Campaigns of Trajan, in The Journal of Roman Studies, vol. 21, 1931,  pp. 1-35.
- Edward Luttwak, La grande Strategia dell'Impero romano, Milano, 1981.
- Guido Migliorati, Cassio Dione e l'impero romano da Nerva ad Antonino Pio – alla luce dei nuovi documenti, Milano, 2003, ISBN 88-343-1065-9.
- Fergus Millar, The Roman Near East, 31 B.C. – A.D. 337, Harvard University Press, 1993, ISBN 0-674-77886-3.
- Klaus Schippmann, Grundzüge der parthischen Geschichte, Darmstadt 1980.
- Michael Alexander Speidel, Bellicosissimus Princeps, in Traian. Ein Kaiser der Superlative am Beginn einer Umbruchzeit?, Mainz 2002.